# Ole Skov
Ole Skov (født 26. maj 1957) er en dansk tidligere fodboldspiller, der spillede for Viborg FF og Silkeborg IF som angriber.

## Karriere
Efter et langt ophold hos Viborg FF i landets anden bedste række, skiftede Skov i 1987 til naboklubben Silkeborg IF. Silkeborg rykkede i efteråret 1987 for første gang op i landets bedste række, den daværende 1. division. Her var han den 17. april 1988 med til at vinde 1-0 over de daværende danske mestre fra Brøndby IF, i 3. runde af turneringen. Ole Skov fik de første 44 minutter på banen, inden han blev udskiftet med Lars Dahl.
Superligaen blev stiftet i 1991, og Ole Skov var med i 1. runde, da han sammen med Silkeborg IK spillede 1-1 på udebane mod B 1903 på Gentofte Stadion. I samme kamp fik han et gult kort. Skov blev i alt noteret for 13 optrædener og nul mål i Superligaen. Sidste kamp var den 8. juni 1992, da han efter 68 minutter afløste Ingvar Johansen i Silkeborgs hjemmekamp mod Næstved IF.
Efter fodboldkarrierens afslutning, har Ole Skov været ansat som redder hos Falck.